# 国道12号
国道12号（こくどう12ごう）は、北海道札幌市中央区から旭川市に至る一般国道である。

## 概要

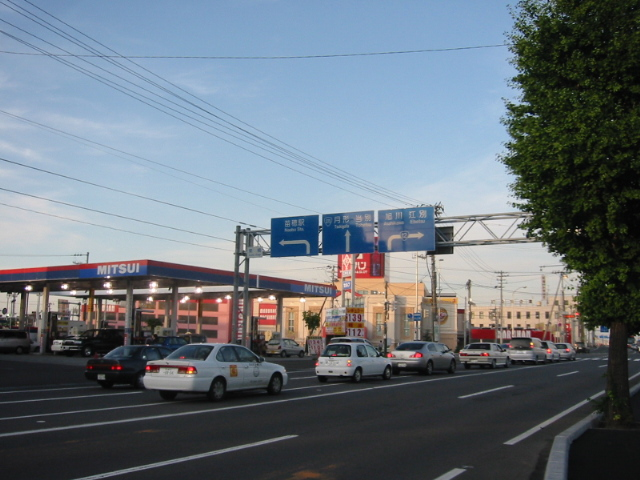
札幌市中央区地点の国道12号はここで右折する。右折した先には東橋がある。

北海道の道庁所在地である札幌市から北東へと石狩平野を走るJR北海道函館本線に沿うよう走り、道内第2位で中核市でもある旭川市までを結ぶ延長約157キロメートル (km) の一般国道で、主な通過地は、江別市、岩見沢市、三笠市、美唄市、砂川市、滝川市である。札幌 - 江別間は札幌江別通、石狩振興局管内は中央国道、上川総合振興局管内では神居国道の別名がある。
全線で道央自動車道と並走する。美唄市光珠内（こうしゅない）跨線橋 - 滝川市国道38号交差点間29.2 kmは、大阪 - 神戸間に等しい長さであり、日本一長い直線道路となっている。

### 路線データ
一般国道の路線を指定する政令に基づく起終点および重要な経過地は次のとおり。
- 起点：札幌市（札幌市中央区北1条西3丁目3番9[4]、北1西3交差点 = 国道36号・国道230号起点）
- 終点：旭川市（現道は旭川市4条通8丁目1703番5[5]、4条通7丁目・4条通8丁目交差点 = 国道39号起点、新道は旭川市永山2条13丁目43番3[4] = 国道39号交点）
- 重要な経過地：江別市（野幌町）、岩見沢市、美唄市、砂川市、滝川市、深川市（音江町）
- 総延長 : 156.8 km（北海道 142.6 km、札幌市 14.2 km）[6][注釈 2]
- 重用延長 : 0.1 km（北海道 - km、札幌市 0.1 km）[6][注釈 2]
- 実延長 : 156.8 km（北海道 142.6 km、札幌市 14.2 km）[6][注釈 2]
  - 現道 : 145.1 km（北海道 131.0 km、札幌市 14.2 km）[6][注釈 2]
  - 旧道 : 5.3 km（北海道 5.3 km、札幌市 - km）[6][注釈 2]
  - 新道 : 6.4 km（北海道 6.4 km、札幌市 - km）[6][注釈 2]
- 指定区間：全線[7]

## 歴史
国道12号の歴史は、前身となる市来知（現：三笠市） - 忠別太（現：旭川市）間の87.9 kmの上川道路が1886年（明治19年）5月に着工したのにはじまる。工事には、月形町の樺戸集治監の囚人が駆り出され、わずか90日後の8月に幅約2 mの道路が仮開通した。初代北海道庁長官である岩村通俊に命じられた高畑利宜が書いた工事の復命書には「可成（なるべく）直線路に為すを主とし」とあったことから、意図して美唄市 - 滝川市間の日本一長い直線道路が誕生したことがわかる。
翌1887年（明治20年）6月から、「上川郡仮道改築工事」といわれる上川道路の本工事が開始され、道幅 3間（5.5 m）、砂利敷幅 9尺（2.7 m）に、地形に応じ両側に排水溝を設置するという、車馬道を樺戸、空知集治監の囚人らによって修築する作業が行われ、まず、1887年（明治20年）に、空知太（現：滝川市） - 音江法華（現：深川市音江）までを、1889年（明治22年）に音江法華 - 忠別太までを樺戸集治監が分担し、1889年（明治22年）9月までに全線の修築を完了した。また、空知太以南の市来知 - 空知太の築道工事は空知集治監が分担し、1888年（明治21年）11月に着手、1890年（明治23年）6月に全線開通した。この中に札幌・岩見沢間は含まれておらず、札幌市街 - 白石（明治5年開削）、白石 - 江別（明治23年開削）、江別 - 岩見沢（明治22年開削）の開削は、1890年（明治23年）末までには完了していた。

### 年表
- 1900年（明治33年） - 日清戦争時に編成された臨時第七師団が、札幌郡月寒村から旭川へ移転したことにより上川道路は軍事道路としての使命を併せ持った道路となっていく。
- 1907年（明治40年）5月13日 - 内務省告示第58号によって、上川道路は国道43号「東京より第七師団に達する路線」（東京 - 〈現：国道4号〉 - 青森、青森 - 室蘭間航路、室蘭 - 〈同36号〉 - 苫小牧 - 〈同234号〉 - 岩見沢 - 〈同12号〉 - 旭川 経由）の一部として国道に指定された。
- 1920年（大正9年）施行の旧道路法に基づく路線認定では、国道4号「東京市と北海道庁所在地（札幌）に達する路線」（東京 - （現：国道4号） - 函館 - 長万部 - 倶知安 - 小樽 - 札幌〈同5号〉経由）、国道27号「東京市より第七師団司令部所在地（旭川区）に達する路線（甲）」札幌までは国道4号と同じであるが札幌市北1条通において4号から分岐し、岩見沢から旭川4条通7丁目に達する現在の12号のルートとなる。国道28号「東京市より第七師団司令部所在地（旭川区）に達する路線（乙）」は旧国道43号がそのままとなった。
- 1952年（昭和27年）12月4日 - 新道路法に基づく路線指定で、一級国道12号（北海道札幌市 - 旭川市）として指定された。
- 1965年（昭和40年）4月1日 - 道路法改正によって一級・二級の区別がなくなり一般国道12号となった。
- 1969年（昭和44年） - 開道百年を記念して砂川市の空知太神社境内に、囚人の犠牲者を慰めるため砂川市、北海道により「上川道路開鑿記念碑」が建立された。
- 2020年（令和2年） - 「大河石狩川に並ぶ、日本一の直線国道 ～日本一の直線が紡ぐ地域の繋がりと次世代への思い～」として手づくり郷土賞を受賞した[11]。

## 路線状況

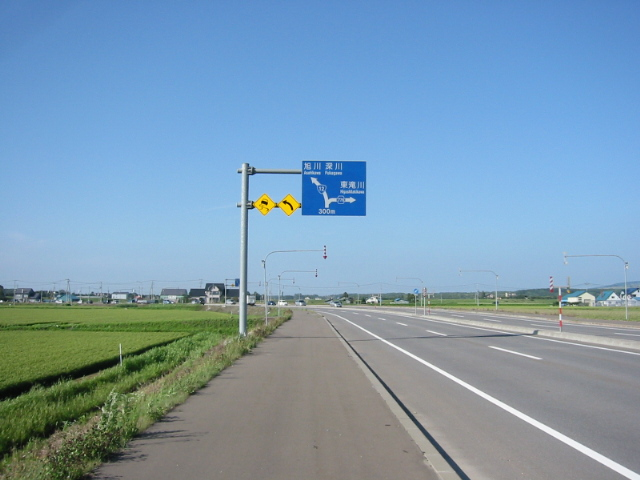
滝川市で撮影

### 通称
- 北1条雁来通（札幌市）
- 白石本通（札幌市）
- 札幌江別通（札幌市 - 江別市）
- 中央国道
- 神居国道
- 台場4条通（旭川市内）

### バイパス
- 岩見沢バイパス
- 滝川バイパス
- 旭川新道

### 道路施設

#### 橋梁
- 東橋 : 豊平川に架かる。
- 新江別橋 : 竣工1976年
- 江別大橋 : 夕張川に架かる。
- 峰延橋 : 竣工1959年
- 梅橋 : 竣工1956年
- 空知大橋 : 空知川に架かる。（旧道）
- 新空知大橋 : 空知川に架かる。（滝川バイパス）
- 岩見大橋 : オマナイ川に架かる。
- 旭川大橋 : 忠別川に架かる。（旧道）
- 近文大橋 : 石狩川に架かる。（旭川新道）
- 北旭川大橋 : 石狩川に架かる。（旭川新道）

#### トンネル
- 神居古潭トンネル

神居古潭トンネル（かむいこたんトンネル）は、旭川市神居町神居古潭に所在し、1983年（昭和58年）8月に完成した延長422 mのトンネル。
- 春志内トンネル

春志内トンネル（はるしないトンネル）は、旭川市神居町春志内に所在し、1991年（平成3年）9月に完成した延長1,805 mのトンネル。
- 旭川トンネル（旭川新道）
- 春光台トンネル（旭川新道）
- 公園トンネル（旭川新道）

#### 道の駅
- 空知総合振興局
  - 三笠（サンファーム三笠）（三笠市）
  - ハウスヤルビ奈井江（空知郡奈井江町）
  - たきかわ（滝川市）
  - ライスランドふかがわ（深川市）

## 地理
一般国道でも最長となる直線区間は、美唄市 - 空知郡奈井江町 - 砂川市 - 滝川市の4自治体を貫き、直線距離は29.2 kmある。この直線区間に、道の駅ハウスヤルビ奈井江があり、「直線道路日本一 29.2 km」のモニュメントが建つ。

### 通過する自治体
- 北海道
  - 石狩振興局
    - 札幌市（中央区 - 白石区 - 厚別区） - 江別市

  - 空知総合振興局
    - 岩見沢市 - 三笠市 - 美唄市 - 空知郡奈井江町 - 砂川市 - 滝川市 - 深川市

  - 上川総合振興局
    - 旭川市

### 交差する道路

#### 現道
石狩振興局
札幌市中央区
- 国道36号・国道230号・北海道道18号札幌停車場線：北1条西3丁目（北1西3起点）
- 国道5号：北1条（北1西1・大通東1交点：創成川）
- 北海道道3号札幌夕張線：大通東7丁目（大通東7交点）
- 国道275号：北1条東13丁目（北1東13交点）

札幌市白石区
- 北海道道89号札幌環状線：白石中央1条7丁目（白石中央1-7交点）
- 北海道道368号白石停車場線：本通3丁目
- 北海道道453号西野白石線：本通13丁目南（白石本通13南交点）

札幌市厚別区
- 国道274号：大谷地東1丁目→ただし当線 - 札幌新道相互間は直接連絡が出来ず、周辺の道道や市道を介するかたちとなる。
- 北海道道325号厚別停車場線：厚別中央2条2丁目（厚別中央2-2交点）
- 北海道道1138号厚別平岡線：厚別中央2条5丁目（厚別中央3-5交点）

江別市
- 北海道道1005号野幌総合運動公園線：野幌松並町（野幌松並町交点）
- 北海道道46号江別恵庭線・北海道道626号東雁来江別線・北海道道370号野幌停車場線：野幌町（野幌町交点）
- 北海道道46号江別恵庭線・北海道道110号江別インター線：高砂町（高砂町交点） → 道央自動車道江別西IC
- 北海道道1056号江別長沼線：王子（王子交点）[15]
- 北海道道1056号江別長沼線：東光町
- 国道337号道央圏連絡道路（美原バイパス）：江別太（江別太交点）

空知総合振興局
岩見沢市
- 北海道道340号栗丘幌向停車場線・北海道道1121号月形幌向線：幌向南1条1丁目（幌向南1-1交点）
- 北海道道728号中幌向栗沢線：上幌向（上幌向交点）
- 北海道道81号岩見沢石狩線：上幌向南1条6丁目
- 北海道道6号岩見沢月形線：大和2条9丁目（大和2-9交点）
- 北海道道1139号栗沢工業団地大和線：大和4条8丁目（大和4-8交点）
- 国道234号・北海道道687号美唄達布岩見沢線：並木町（10条西10交差点） → 道央自動車道岩見沢IC
- 北海道道789号上志文四条東線 : 10条西1丁目（10条中央交点）
- 北海道道960号宝水岩見沢線：6条東14丁目（6条東14・7条東14交点）
- 北海道道917号岩見沢桂沢線：5条東14丁目（5条東14交点）
- 北海道道201号岩見沢停車場線 : 5条東15丁目（5条東15交点）
- 北海道道116号岩見沢三笠線：岡山町（岡山交点：三笠入口） → 道央自動車道三笠IC

三笠市
- 北海道道30号三笠栗山線：岡山（岡山交点：道の駅三笠）

美唄市
- 北海道道275号月形峰延線：峰延町本町（峰延町本町交点）
- 北海道道1140号美唄三笠線 : 峰延町本町（峰延町本町交点：峰延駅前）
- 北海道道33号美唄月形線：大通東1条南3丁目（大通東1南3交点）
- 北海道道1131号美唄停車場線 : 大通西1条南2丁目（大通西1南2交点：美唄駅西口）
- 北海道道135号美唄富良野線：大通西1条北5丁目（西1北5交点） → 道央自動車道美唄IC
- 北海道道979号開発茶志内線：茶志内町2区（茶志内町2区交点）

空知郡奈井江町
- 北海道道139号江別奈井江線：本町8区（奈井江15号交点）
- 北海道道529号東奈井江奈井江停車場線：本町5区
- 北海道道529号東奈井江奈井江停車場線：本町4区（奈井江14号交点）
- 北海道道114号赤平奈井江線：大和6区（奈井江9号線交点） → 道央自動車道奈井江砂川IC

砂川市
- 北海道道115号芦別砂川線：東1条南5丁目（東1南5交点）
- 北海道道322号砂川停車場線：西1条北2丁目（西1北2交点）
- 北海道道283号砂川新十津川線・北海道道627号文珠砂川線：西1条北10丁目（西1北10交点）
- 北海道道1027号砂川歌志内線：西1条北22丁目（西1北22交点）
- 国道12号（滝川バイパス）：空知太西1条7丁目
- 北海道道227号赤平滝川線：空知太西6条7丁目（空知太西6-7交点）

滝川市
- 国道451号（滝新バイパス）：新町3丁目（新町3交点）
- 北海道道203号滝川停車場線：栄町1丁目（栄町1-6交点）
- 国道38号・国道451号：大町1丁目（栄町2交点）
- 国道12号（滝川バイパス）：滝の川町西4丁目（滝の川町西4交点）
- 北海道道279号江部乙雨竜線・北海道道564号江部乙赤平線：江部乙町東11丁目（江部乙東11交点）
- 北海道道323号江部乙停車場線 : 江部乙町西12丁目

深川市
- 北海道道94号増毛稲田線：音江町稲田（稲田交点）
- 国道233号・北海道道79号深川豊里線：音江町広里（音江町1丁目7・音江町広里交点：道の駅ライスランドふかがわ） → 道央自動車道深川IC
- 北海道道916号湯内内園線 : 音江町内園（内園交点）

上川総合振興局
旭川市
- 北海道道4号旭川芦別線：神居町神居古潭
- 北海道道57号旭川深川線：神居町神居古潭（神居古潭交点）
- 国道12号（旭川新道）：台場2条6丁目（台場2条6丁目交点）
- 北海道道937号上雨紛台場線：神居町台場
- 北海道道90号旭川環状線：忠和4条8丁目（神居2条1丁目・忠和4条8丁目・忠和5条8丁目交点）
- 国道237号：4条通2丁目（4条通1丁目・4条通2丁目交点）
- 国道40号：4条通6丁目（4条通6丁目・4条通7丁目交点）
- 国道39号：4条通8丁目（4条通7丁目・4条通8丁目終点）

#### 滝川バイパス
空知総合振興局
砂川市
- 国道12号（現道）：空知太西1条7丁目（起点）

滝川市
- 国道38号：新町6丁目 → 道央自動車道滝川IC
- 北海道道776号北滝の川東滝川停車場線：北滝の川
- 国道12号（現道）：滝の川町西4丁目（終点）

#### 旭川新道
上川総合振興局
旭川市
- 国道12号（現道）：台場2条6丁目（起点）
- 北海道道90号旭川環状線・北海道道98号旭川多度志線：忠和4条2丁目（忠和4条1丁目・忠和4条2丁目交点）
- 北海道道1124号近文停車場緑町線：緑町25丁目（緑町25丁目・旭岡4丁目交点）
- 北海道道146号旭川鷹栖インター線 : 旭岡5丁目 → 道央自動車道旭川鷹栖IC
- 北海道道72号旭川幌加内線：近文5線3号
- 北海道道90号旭川環状線：末広7条4丁目（末広7条3丁目・末広7条4丁目交点）
- 北海道道251号雨竜旭川線：末広6条11丁目（末広6条11丁目・末広6条12丁目交点）
- 国道40号：末広1条12丁目（末広1条13丁目・末広東1条12丁目交点）
- 北海道道761号北旭川停車場永山線：永山町7丁目（永山町6丁目・永山町7丁目交点）
- 国道39号：永山2条13丁目（永山2条12丁目・永山3条13丁目、終点）

## 排雪設備
1982年（昭和57年）から国道12号沿いを中心に周辺の道道や市道にも流雪溝が整備され、砂川発電所の火力発電による温排水（約12度）が供給されてきた。しかし、砂川発電所の廃止が決定されたため、流雪溝の維持の方法が課題になっている。